# Christian Godard

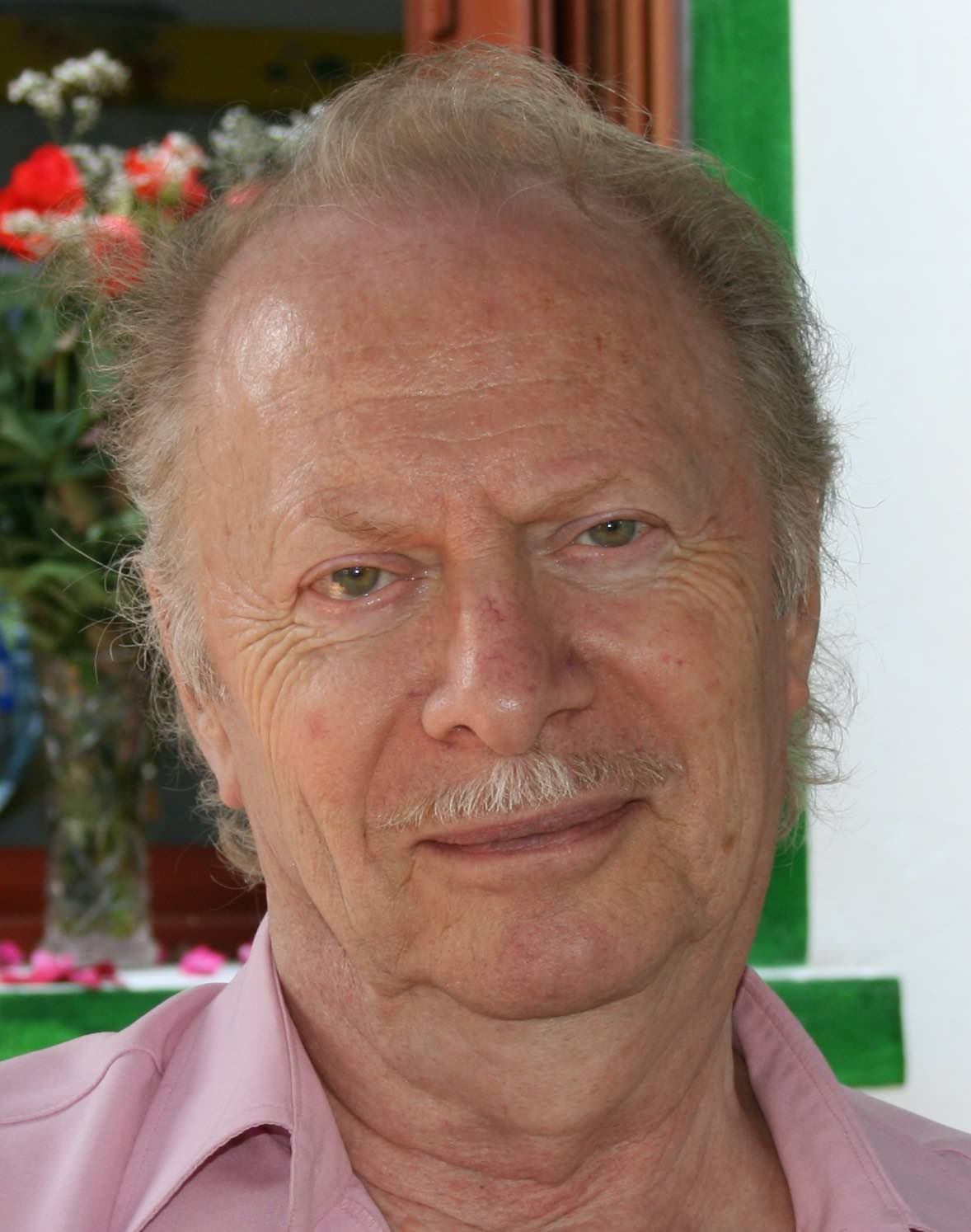
Christian Godard, 2007

Christian Godard (* 24. März 1932 in Paris; † 6. November 2024 ebenda) war ein französischer Comiczeichner und -autor.

## Leben
Seine Laufbahn begann Godard 1954 mit der Serie Les Adventures de Biscotto le Marmiton, die er unter dem Pseudonym Eme veröffentlichte. Danach arbeitete er für verschiedene Verlage. Es entstanden unter anderem die Serien L’Agence Flick contre Fantomuch und Tim et Anthime. Erstgenannte Serie, die von dem Kampf gegen den Verbrecher Fantomuch handelt, wurde 1956 in dem kleinformatigen Comicmagazin Biribu in zwölf Folgen abgedruckt. 1961 bis 1962 wurde sie in dem Magazin Lancelot nachgedruckt. Tim et Anthime erschienen von 1957 bis 1958 in dem Heft Ima. Insgesamt gibt es hier acht Geschichten. Zwei davon wurden 1966 in Tintin nachgedruckt. Godard ist außerdem der Schöpfer der Figuren Benjamin et Benjamine (1955). Diese Reihe wurde später von Albert Uderzo gezeichnet.
In der ersten Ausgabe von Pilote war Godard mit Jacquot le Mousse vertreten. Der Text stammte von René Goscinny, mit dem er anschließend auch die Serie Tromblon et Bottaclou produzierte. Nach eigenen Szenarien zeichnete Godard für Pilote sodann ein paar Kurzgeschichten des Agent secret E–1000 und die Abenteuer von Norbert et Kari. In letztgenannter Serie flieht Norbert, ein von der Großstadt genervter Franzose, nach Polynesien, wo er Ruhe und Einsamkeit erhofft. Die Serie wird insbesondere wegen ihrer Zivilisationskritik und ihrer zahlreichen Wortspiele gerühmt.
Seit 1966 produzierte er auch für das Magazin Tintin, in dem er Martin Milan, eine Reihe um den Piloten eines Flugtaxis, und andere Serien veröffentlichte. Während der Zeit bei Tintin erwarb er sich einen Ruf als subtil humorvoller Szenarist. Er schrieb ab 1969 für das Magazin Pif Gadget die Reihe La Jungle en Folie, die von Mic Delinx gezeichnet wurde und ab 1975 für verschiedene Magazine die von Julio Ribera gezeichnete Serie Le Vagabond des Limbes (dt. Die Vagabunden der Unendlichkeit), deren zweiter Band L’Empire des soleils noirs 1976 beim ersten Internationalen Comicfestival von Angoulême die Auszeichnung „Bestes Album“ erhielt. Mit Ribera schuf er noch einige andere Serien und gründete 1988 den Verlag Vaisseau d’Argent, der bis 1991 bestand. Er entwickelte auch für Achdé, Derib, Éric Juszezak und andere Zeichner Szenarien.
Im November 2024 starb er im Alter von 92 Jahren.